# Колпинский монетный двор
Колпинский монетный двор (известен также как Ижорский) — один из монетных дворов в Российской империи, организованный на Ижорских заводах в районе современного муниципального образования Колпино в составе Колпинского района города федерального значения Санкт-Петербурга. Работал с 1810 по 1821 год как штатный общегосударственный монетный двор империи и с 1840 по 1843 год как временный. Чеканил медные монеты различных достоинств.

## История

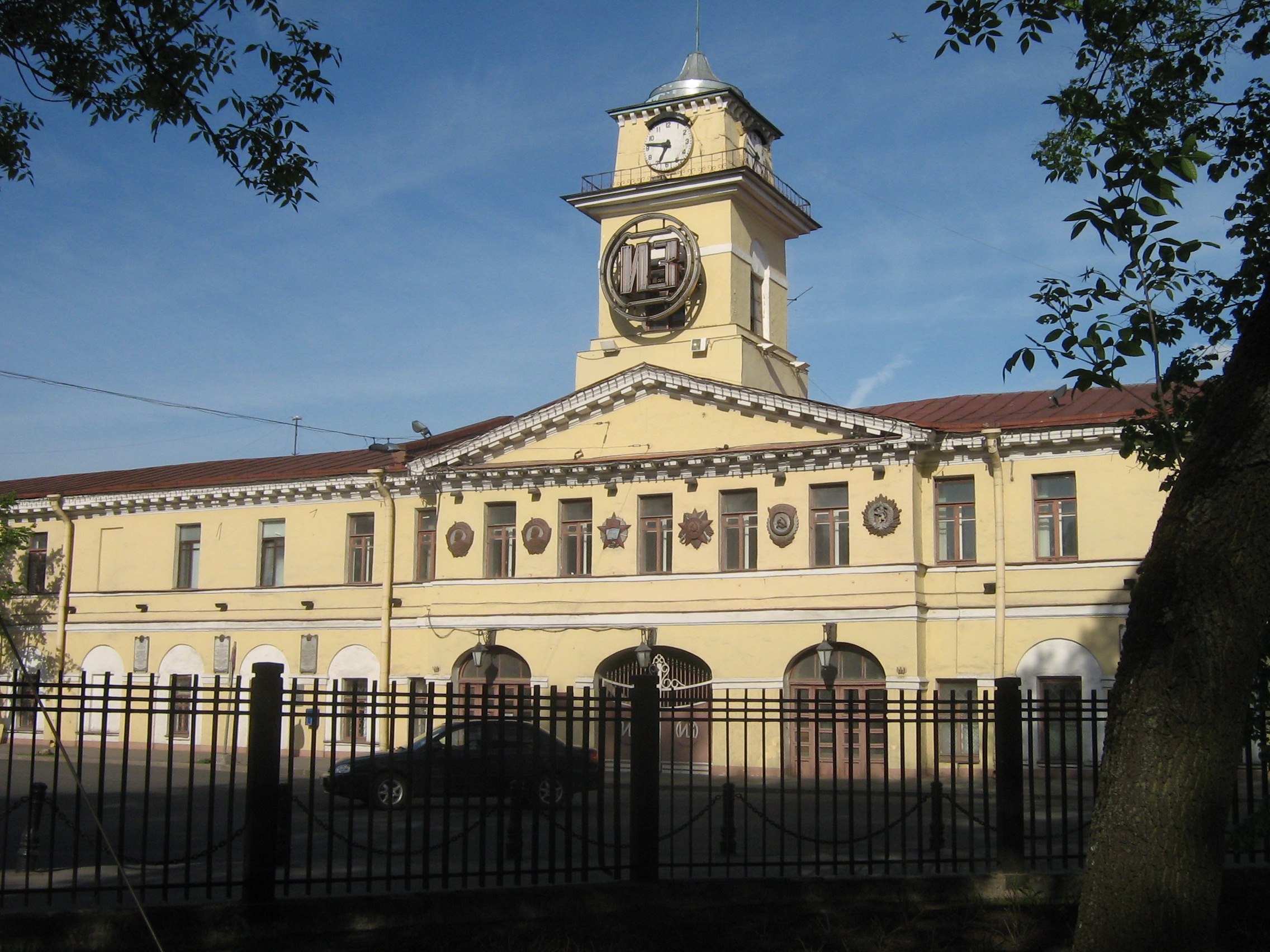
Контора заводоуправления Ижорских заводов, построена в 1803—1804 гг., современное фото

### 1810—1821
Медные монеты в период правления Александра I до 1810 года чеканились по прежней системе в весовых нормах (16 рублей в пуде) и в традиционном наборе номиналов, сохранившемся с XVIII века: 5, 2, 1 копейка, деньга (1/2 копейки) и полушка (1/4 копейки). С 1810 года были изменены весовые нормы, по которым с пуда планировалось чеканить монет на 24 рубля. Перечеканка монет, осуществляемая ранее каждым следующем правителем Российской империи, не могла теперь иметь места. Собираемая старая монета стала расплавляться и из полученного металла чеканилась новая. Быстрая замена всей меди оказалась не под силу производственным мощностям трех существовавших на тот момент общегосударственных монетных дворов — Петербургского, Екатеринбургского и Сузунского.
Поэтому, в помощь этим монетным дворам в порядке государственного заказа в 1810 году была организована и осуществлялась в течение нескольких лет дополнительная чеканка медных монет на Ижорском заводе, принадлежавшем тогда Военно-Морскому ведомству. В результате этого на заводах организовался общегосударственный монетный двор, получивший название Колпинского или Ижорского. Первая серия 1810 года, отчеканенная на дворе, состояла из монет достоинством в 2, 1 копейку и деньгу (это слово с начала XIX в. пишется с «ь»).
В качестве штатного монетного двора, чеканящего общегосударственные монеты, Колпинский двор работал с 1810 по 1821 год, после чего был закрыт.

### 1840—1843/1844
При Николае I была осуществлена денежная реформа 1839—1843 гг., в результате которой все сделки было предписано осуществлять приравнено к серебру. Оказалась изменена монетная стопа (чеканка была сокращена с 36 до 16 рублей с пуда), номиналы (была добавлена монета в 3 копейки), поменялся внешний вид (возле номинала появилась надпись «… серебром») и размеры медных монет. По причине необходимости справиться с новой переработкой медной денежной массы Колпинский двор снова был задействован в 1840 году как временный и в таком качестве проработал до 1843 года (в некоторых источниках — до 1844 года).

## Штемпеля
- В 1810 году двор выпустил двухкопеечные монеты с обозначением «КМ» (колпинская монета) и со знаком минцмейстера М. Клейнера — МК[5]. С 1810 года до 1840-х гг на медной монете Российской империи помещались инициалы ответственных за выпуск лиц (под гербовым орлом)[3].

- Чтобы избежать совпадения со знаком Сузунского монетного двора (тоже «КМ» - колывановская медь)[6], для двора было введено буквенное обозначение «ИМ» (ижорская монета), и все последующие выпуски 1810—1821 гг. сделаны со знаком «ИМ».

- В 1840—1843/1844 годах чеканка производилась штемпелями с обозначением Петербургского монетного двора — «СПМ»[5][1].

## Минцмейстеры Колпинского двора
| Минцмейстер    | Знак минцмейстера | Годы работы | Штемпель монетного двора |
| -------------- | ----------------- | ----------- | ------------------------ |
| Гельман Фёдор  | ФГ                | 1810        | нет данных               |
| Клейнер Михаил | МК                | 1810-1811   | КМ, ИМ                   |
| Ступицын Павел | ПС или СП         | 1811-1814   | ИМ                       |
| Вильсон Яков   | ЯВ                | 1820-1821   | ИМ                       |

Источник: